# Hadżdżiabad (Azerbejdżan Zachodni)
Hadżdżiabad – wieś w zachodnim Iranie, w ostanie Azerbejdżan Zachodni, w szahrestanie Szahin Deż. W 2006 roku liczyła 808 mieszkańców.